# Irán Castillo
Irán Castillo Pinzón (Veracruz, 4 de enero de 1977) es una cantante y actriz mexicana.
Conocida en la televisión por su trabajo en telenovelas de Televisa en los años 90 y principios del 2000 como Agujetas de color de rosa, Soñadoras, Preciosa, Confidente de secundaria y Clase 406, entre otras. En 1997 también se dio a conocer como cantante, con la canción «Yo por él». 
En cine se destacó por su participación en El tigre de Santa Julia, película con la que ganó el premio a mejor actriz en la entrega de Premios Heraldo 2003. Fue nominada en 2011 al Premio Ariel por la cinta Victorio.  En televisión ha participado en series reconocidas como Mujeres asesinas, Hasta que te conocí (serie biográfica de Juan Gabriel) y Los secretos de Lucía.

## 1983-1989: Inicios artísticos
Irán nació el 4 de enero de 1977 en el puerto de Veracruz, en México.  Hija de Carlos Castillo y Martha Pinzón, desde temprana edad mostró interés por el entretenimiento por lo que pidió a su mamá que la llevaran a hacer casting para el programa Chiquilladas.  Pese a no quedar dentro de los seleccionados, fue en el mismo casting que una persona de producción la invitara a hacer comerciales, por lo que desde la edad de 6 años comenzó su carrera modelando en revistas y televisión. 
Su formación actoral la inició a los 12 años con su ingreso al taller de actuación de Martha Zavaleta y Pedro Damián, teniendo participaciones en programas unitarios como Mujer, casos de la vida real.

## 1989-1996: Incursión musical y en la televisión.
Para finales de los 80 hace casting para entrar al grupo La Onda Vaselina, pero debido a su estatura, es elegida para formar otra agrupación la cual se llamaría Mosquitas Muertas. Dicha agrupación estaba conformada por 4 chicas que reuniera Julissa, la misma creadora de La Onda Vaselina. En 1991 lanzaron el disco bajo el mismo nombre y con temas como "Me ha llegado el amor", y "Siempre hay una solución" que interpretaran los grupos Jeans y Kabah respectivamente en años posteriores. 
En los mismos años,  incursiona en las telenovelas como Ángeles blancos, De frente al sol, y Entre la vida y la muerte. Y es reportera en el programa infantil El Club de Gaby.
Para 1994 llega su gran oportunidad con un personaje de relevancia en la telenovela Agujetas de color de rosa, interpretando a Cecilia y compartiendo créditos con Angélica María, Natalia Esperón, José María Torre, entre otros.  En dicha telenovela, continúa con su carrera musical al grabar temas para la banda sonora de la telenovela, siendo así uno de los principales la canción "La vida es rosa".
A la par con la telenovela, incursiona en el teatro de la mano de Julissa con Vaselina, protagonizando la puesta en escena con Alejandro Ibarra.  Durante el mismo tiempo, Irán estelariza la serie de televisión ¡Qué chavas! y en 1995 participa en Retrato de Familia junto a Diana Bracho y Yolanda Andrade. En 1996 realiza su primer protagónico en la telenovela Confidente de secundaria y continúa grabando temas musicales para la misma telenovela en los que destaca el tema principal de la telenovela bajo el mismo nombre.  En este mismo año, protagoniza también la obra teatral “Ce-los Dije”.

## 1996-1997: Tiempos Nuevos
En 1996, con ayuda de su mamá, graba dos temas acústicos, entre ellos el tema «Tiempos Nuevos». Estos dos tracks son enviados a Sony Music quien la terminaría firmando para grabar su debut como solista con el álbum Tiempos Nuevos en 1997, disco que incluyera 10 temas y 11 para Estados Unidos.  El primer sencillo que se desprende es el éxito «Yo por él», escrito por J.R. Florez,  haciendo una extensa gira promocional por países de Latinoamérica como Panamá, Costa Rica, El Salvador y Guatemala;  además de festivales de radio.  A este tema le siguieron los sencillos «Locos de Amor» y «La Flor del Paraíso». El disco fue producido por Mario Figueroa Carvajal, Leticia Rio y Carlos Cabral Jr, con fotografías de Ricardo Trabulsi. El corte fue de baladas rítmicas, aunque la cantante ha mencionado que originalmente ella pensaba grabar música rock. Así, con el éxito obtenido en la música y la ayuda de las telenovelas, Irán Castillo se convirtió en una de las imágenes más icónicas de finales de los 90 en México. 
Terminando la promoción de este disco, la canción “Feliz Navidad” incluida en el disco “Estrellas de Navidad” es elegida para ser el sencillo promocional del álbum en épocas navideñas.

## 1998-2005: Telenovelas Juveniles y su segundo álbum
En 1998 protagoniza la telenovela juvenil Preciosa al lado de Mauricio Islas, cantando el tema principal «Girando en el tiempo» y el mismo año se incorporaría a ser parte de las figuras principales de Soñadoras e interpretando el tema de salida «Sola». Dicho tema daría pie a la promoción de su segundo álbum de estudio Tatuada en tus besos, lanzado en 1999 con el primer sencillo «Por ti, por mí», a los que le seguirían «No Vendrá», «Di que no» y «Y pienso en ti». El disco fue bien recibido por el público por lo que se generaron varias versiones en remix de los últimos sencillos. El álbum contó con la producción de Mario Figueroa, Eduardo Posada y Pablo Pinilla. El disco Tatuada en Tus Besos aborda un equilibrio musical entre el pop, la balada y hasta la balada rítmica con toques de reggae y dance.
Para finales de 1999 reemplaza a Alejandra Guzmán en la obra de teatro Gipsy, protagoniza la cinta La segunda noche y da voz al personaje de 'Jessie' en su versión para Latinoamérica para Toy Story 2, convirtiéndose en la primera mujer startalent, siendo el recordado comediante y actor Mario Moreno "Cantinflas" el primer hombre en serlo. Además se vuelve imagen de marcas como Pantene, M&Ms y Coppel.
Para el año 2000, terminando la promoción del segundo álbum, se incorpora a las grabaciones de la telenovela Locura de Amor, protagonizando la historia al lado de Juan Soler en su semana final. Y para finales del mismo año es invitada a participar en la banda sonora de la telenovela “Primer amor… a mil por hora” con un remix de su sencillo "Y pienso en ti".
En el 2001, participa en la telenovela El derecho de nacer. También realiza una aparición especial en la telenovela Aventuras en el tiempo. Su siguiente aparición en la pantalla chica lo hace en 2002 en la telenovela Clase 406, siendo esta su última telenovela juvenil. Para el mismo año sale en cines su tercera intervención fílmica con la cinta El tigre de Santa Julia  con la cual recibiera al año siguiente una nominación como Actriz Favorita en los MTV Movie Awards y ganando como mejor actriz en los Premios Heraldo.
Tras un año de descanso y de viajar a la India, regresa a la televisión en 2004 para protagonizar la telenovela Amar otra vez, bajo la producción de Lucero Suárez, este melodrama se estrena en enero de 2004 en Estados Unidos y en mayo del mismo año en México. Un año más tarde, en 2005, participa en la telenovela Alborada. La telenovela fue producida por Carla Estrada, y contenía una temática de época, en ella Irán realiza el papel de Catalina, hermana de Hipólita (Lucero), una joven que es monja sin tener vocación. Con este papel recibe una nominación en los premios Tv y Novelas como mejor actriz juvenil.

## 2006-2013: Dedicación al cine
Decide hacer una pausa en la televisión para perseguir una carrera en cine. En 2006 filma la película Amor Xtremo. Al mismo tiempo hace una aparición especial en la cinta Efectos Secundarios. En la pantalla chica hace una participación en Mundo de fieras, siendo esta su última participación durante varios años en las telenovelas.  En este año concursa en el reality show Bailando por la boda de mis sueños, quedando entre los finalistas, apoyando al participante Romeo con quien montara posteriormente el “show dancing club”.
En 2007 participó en el vídeo "Ya no sé ni donde estoy" de la banda nominada al Grammy Volovan, en un sencillo que se desprende de su álbum Monitor. También participa en el vídeo "Historia de Danzón" de Aleks Syntek al lado de otras grandes estrellas. Un año después fue invitada a participar en la famosa serie de televisión El Pantera, con en el papel 'Rosaura', al lado de Luis Roberto Guzmán. Actúa también en pequeños filmes independientes con su amigo Joel Nuñez, en producciones como “El Secuestro” y “Chiles Xalapeños”. Al mismo tiempo realiza el capítulo “Mónica, Acorralada” para la primera temporada de la serie Mujeres Asesinas de Pedro Torres. En ese mismo año, 2008, filma la cinta Victorio en la que personifica a una prostituta que convive con maras salvatruchas. La película fue dirigida por Alex Noppel y fue estrenada en el Festival Expresión en Corto de ese año.  La cinta tuvo una limitada exhibición en cines, por lo que fue hasta el año 2011 que Irán Castillo es nominada al Premio Ariel.
Para el año 2009, realizó el personaje de una fotógrafa para la cinta Cabeza de Buda. Entre otros proyectos también participó con su segundo doblaje en el cine para la película “Sabel Redemption”, una cinta de animación con producción mexicana y en el thriller Viernes de ánimas, que se estrenara en el festival de cine en la Rivera Maya del 2009. En ese mismo año, además de ser la imagen para la campaña “Hidalgo en la piel”, para promoción turística del estado de Hidalgo, Irán se presentó en el espectáculo de Aarón Díaz, en un bar de la Ciudad de México, como apoyo a la carrera musical del también actor. Finalizando el año, Irán regresó a los escenarios de teatro como parte del elenco de la obra “12 mujeres en pugna”, producción de Jorge Ortiz de Pinedo y también en la puesta en escena Los 39 escalones de Alfred Hithcock, al lado de Arath de la Torre.
A inicios del 2010, surge la oportunidad de presentarse en la obra de teatro El Mago de Oz 2010 sustituyendo a Susana González. Durante este año Irán se prepara musicalmente para formar parte del grupo de trip-hop “Desert Monday” junto con unos amigos de ella en Playa del Carmen. La banda graba algunas canciones en inglés y son lanzadas vía MySpace en el mismo año además de presentarse tocando en vivo en algunos lugares locales. Del mismo modo, yendo por el camino de la música, Irán se une nuevamente a Disney Latino para grabar dos temas principales para la cinta “Tinkerbell: Hadas al Rescate”, además de prestar nuevamente su voz para el personaje de Jessie, la vaquerita, en Toy Story 3. A mediados de año, Irán comienza el rodaje del largometraje 31 días, una comedia romántica filmada en Guadalajara bajo la dirección de Erika Grediaga y que se estrenaría hasta enero de 2013.
En 2011 actúa en los cortometrajes Verde y Contraluz: fotografía un momento que no puedes ver, ambos producción del Tecnológico de Monterrey. También presenta el largometraje de terror, Viernes de Ánimas. Además, los jueves por la noche se transmite el programa “Arriba el Telón” conduciendo al lado de Gerardo Quiroz para presentar la cartelera teatral y entrevistas relacionadas con el medio. Finalmente, en el último trimestre del año, Irán da a luz a su primera hija a la que bautiza Irka, que significa “cuando sale el sol”. Un año más tarde continúa en cine de terror con la cinta Morgana, además de ganar el primer lugar del concurso de baile Mi Sueño es Bailar en Estrella TV.  Ese mismo año recibe la invitación de Venevisión para protagonizar la teleserie policiaca  Los secretos de Lucía junto al actor colombiano Juan Pablo Raba.  Tras un año de grabaciones, dicha serie es estrenada por Cadena Tres en México y Venevisión Plus en Venezuela simultáneamente.

## 2014-2017: Regreso a la música: Amanecer
En 2014, comienza la grabación de lo que sería su tercer producción discográfica tras 15 años de ausencia en los escenarios musicales.  El álbum titulado "Amanecer", es lanzado de manera independiente bajo la producción de Joan Romagosa y Federico Vega, este último con el cual escribió la mayor parte de las canciones.  El primer sencillo "Sabes Que" contó con el video musical dirigido por Ricardo Trabulsi, quien también hiciera las fotografías para el disco.  El sencillo tuvo gran recibimiento en las plataformas digitales gracias a su imagen vigente que tuvo con el reality Bailando por un sueño, donde quedara como finalista y como una de las favoritas del público.
Además es presentada como la protagonista de la obra musical Vaselina en donde interpretará por tercera ocasión a "Sandy". El siguiente año tiene una participación especial en la telenovela Que te perdone Dios mientras sigue con la promoción de su álbum con el segundo sencillo "Libertad", tema que escribiera su madre Martha Pinzón. El video musical fue grabado en Acapulco.  En teatro protagoniza Amor de mis Amores de Manolo Caro, y trabaja en las puestas en escena “Chamaco” en el círculo teatral, “Cita a Ciegas” en el foro Shakespeare, y “Blanca Nieves” en la gran carpa.   Además participa en la serie El Torito para Claro Video. Un año más tarde también trabaja en las series biográficas Hasta que te conocí y Por siempre Joan Sebastian basadas en las vidas de los fallecidos cantautores Juan Gabriel y Joan Sebastian, respectivamente, además de la serie sobre narcotráfico Perseguidos, repitiendo protagónico con Mauricio Islas.
En 2017 regresa formalmente a las telenovelas con El bienamado junto a Jesús Ochoa, Chantal Andere y Nora Salinas producida por Nicandro Díaz González para Televisa. Además, volvió a los escenarios musicales con el 90’s Pop Tour, show en el que también participaban famosos como OV7, Aleks Syntek, JNS, Caló, Pablo Ruíz y Ernesto D’Alessio.  Irán se incorporó a la gira cantando sus canciones más conocidas de la década de los 90, como lo fueron Yo por él, Por ti por mi (con el grupo JNS) y Sola (con Ov7), por México y Estados Unidos. En la gira duraría año y medio para despedirse en 2018.

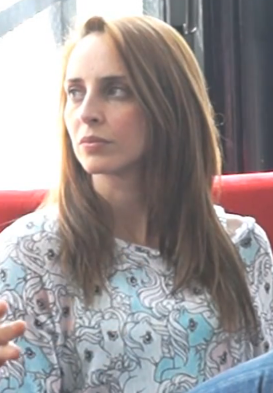
Irán Castillo en 2015.

## 2018-2021: Música Medicina
En 2018 trabaja de lleno en la televisión, haciendo participaciones especiales para las series Según Bibi y 40 y 20, además de actuar como Vanessa Espinoza para El Chapo,  personaje basado en lo que viviera la actriz Kate del Castillo.  En teatro forma parte del elenco de Estelas del Narco, junto a Gala Montes, Ximena Herrera, Lisa Owens, entre otras actrices; y la obra infantil El Lápiz de Sebastián, sustituyendo a Consuelo Duval. El siguiente año trabaja también en la película Solteras y en la serie para Argos, Decisiones: Unos ganan otros pierden transmitida en Telemundo. Además vuelve por tercera ocasión a hacer doblaje para el personaje de Jesse la Vaquerita en Toy Story 4.
En la música inicia una etapa de música medicina, visitando hospitales para niños y cantando con frecuencias especiales para ayudar al bienestar del cuerpo.  Así, presenta en Youtube con buena aceptación la versión ho'oponopono "Lo Siento, Perdón, Gracias, Te amo", seguido de canciones que ella misma escribiera como "Madre, te amo" y "Código Sagrado".  También compuso un tema para el sismo registrado en México en 2017 titulado "Fuerza México" y otro durante la pandemia del COVID-19 en 2020 llamado "Hoy me levanto".  Ese mismo año presentó la canción del kundalini yoga "Eterno Sol" cover de Balwant Kaur & Gurinder Singh, iniciando así su propio canal de meditación en YouTube, llamado Ekata Meditaciones. 
Como parte del género pop, lanzó en plataformas digitales la versión de la fallecida cantautora colombiana Soraya "De Repente" y meses después su versión de "Mujer que bota fuego" original de Manuel Medrano y Natalia Jiménez.  Así mismo, junto a su hermana, interpretan "Dreams" canción original de la banda The Cranberries.
A finales de 2019 filma la película "Sin Copa" con Osvaldo de León y es parte del elenco de la teleserie Los Pecados de Bárbara. El 2020 lo inicia con obras de teatro como "Habitación 306" y "Fiebre de Sábado por la noche", las cuales se vieron suspendidas a semanas de su estreno debido a la pandemia del COVID-19. A mediados de año inicia grabaciones de la telenovela La mexicana y el güero para Televisa, y en Telemundo, forma parte de la segunda temporada de la serie "Enemigo íntimo" protagonizada por Fernanda Castillo.  También forma parte del cortometraje "La peste del insomnio" inspirado en la obra de Gael García Márquez "Cien años de soledad". A finales de año lanza el sencillo "Sanación divina", para su proyecto de música medicina.
En 2021 es parte del elenco de la nueva versión de la serie Dr. Cándido Pérez en el papel de Silvina, personaje que originalmente hiciera Nuria Bages. Así mismo hace una participación en la primera serie mexicana para HBO Max: Amarres, en el capítulo 5.   Para la segunda mitad del año es protagonista de la telenovela S.O.S me estoy enamorando junto a Daniel Arenas, para Televisa.   En la música presenta la balada "Después de tanto tiempo" y el tema "Me Muero" junto a la agrupación cariño.

## 2022 - presente: El Castillo de Iran y Podcast
En el año 2022, durante la última etapa de las grabaciones de la telenovela S.O.S. Me estoy enamorando, Iran mostraba su segundo embarazo, por lo que, al finalizar las transmisiones, se dio tiempo para tomar cursos y convertirse en doula (asistente profesional para el trabajo de parto), acompañándose de la música medicina durante los partos.  Es así que después de dar luz a su hijo Demian, sacó una nueva versión de la canción "Código Sagrado" junto a su actual pareja Pepe Ramos, presentando al bebé en el videoclip del mismo.  A su vez fomenta el parto humanizado a través de cursos en línea para mujeres embarazadas guiados por ella.
En la parte profesional, en televisión hace el personaje de Flor para la serie de HBO Max: Las Bravas junto a Mauricio Ochmann, y retoma su papel en la obra "Fiebre de Sábado por la noche".  También es invitada a participar en el reality show "¿Quién es la máscara?" con el personaje de Geisha quedando en séptimo lugar.  Hace presentaciones con el show Soundtrack: La gira cantando sus éxitos musicales de los 90s.
Para el año 2023 lanza el sencillo "El Perdón" de música medicina y en Octubre de ese año inicia el proyecto infantil - familiar "El Castillo de Iran" junto a su pareja Pepe Ramos y con canciones de su propia autoría, así como covers conocidos de ese género para niños. Durante este periodo, canciones y videos como "el mundo de los sueños" (canción para dormir) y "gracias" se viralizan en redes sociales causando todo tipo de comentarios.   El proyecto consiste de un canal de Youtube Kids, además de canciones en plataformas digitales.
En 2024 presenta, también con su pareja actual Pepe Ramos, un podcast titulado "Me late ser humano" que consiste en pláticas motivacionales y de superación personal con historias y entrevistas a personajes reconocidos como Michelle Renaud quien fuera la madrina de dicho programa.
En teatro, siguiendo la línea infantil, protagoniza el musical School of Rock junto a Diego de Erice.  Además estelariza junto a Jorge Salinas y Silvia Navarro la serie de Vix: Juegos Interrumpudos. En cines participa en la cinta Mesa de regalos.
En 2025 regresa a los escenarios como solista y presenta su concierto "Tiempos Nuevos" que celebra 28 años del lanzamiento de su álbum debut del mismo título. Ese mismo año, lanza el sencillo "Voy a casarme conmigo", descrito como una continuación de su éxito de 1997 "Yo por él". El videoclip fue grabado junto al actor Francisco Rubio, quien también participó en el video original. La canción aborda temas de amor propio y madurez emocional.
Además, participa en la película "Familia a la Deriva", una comedia familiar protagonizada por Mauricio Ochmann. La filmación se llevó a cabo en diversas locaciones de Campeche y Ciudad del Carmen, destacando la belleza natural de la región. Se espera que la película se estrene en 2026. 

## Vida personal
En 2003, se alejó de los reflectores para iniciar un viaje personal a la India, acercándola más a la meditación y al yoga, práctica que ejerce hoy en día. Para 2006, vivió temporalmente en Vancouver, Canadá, mientras estudiaba inglés en la CSLI  y realizó cortometrajes independientes como "Bittersweet Sin-phony".
Su primogénita, Irka Castillo, nace en octubre de 2011 de la relación que tuvo con Gabriel Castañeda.
En 2015 fue secuestrada durante 3 días en la Ciudad de México tras salir de una obra de teatro. Amigos y familiares ayudaron a la situación, entre ellos la cantante Gloria Trevi, quien dio el dinero del rescate. En una reciente entrevista, admitió que sufrió "Síndrome de Estocolmo", por lo que en un inicio se rehusó a colaborar con las autoridades, con tratamiento psicológico pudo salir de esta situación.
En febrero de 2022 se convirtió en madre por segunda ocasión a los 45 años, junto a su pareja Pepe Ramos, promoviendo el parto humanizado.

## Filmografía

### Cine
- Mesa de regalos (2024) ... Liliana[90]
- Sin Copa (2023) ... Mariana[102]
- El Exorcismo de Dios (2022) .... Magaly[103]
- Toy Story 4...(2019)... Jessie (voz)[104]
- Solteras ...(2019) .... Ilse
- Sobre tus huellas...(2018)... Malen
- 31 días...(2013)... Eva*
- Morgana...(2012)... Daniela[105]
- Contraluz...(2010)... Ximena (Cortometraje)
- Toy Story 3...(2010)... Jessie (voz)
- Sabel Redemption (2009) .... Isha (voz)
- La cabeza de Buda (2009) .... Angélica[106]
- Viernes de animas (2009) ...
- Victorio (2008) ... Gabriela[107]
- Chiles xalapeños (2008) ... Sarita[108]
- El secuestro (2007) ... Diana
- Amor xtremo (2006)... Melissa
- Efectos secundarios (2006).... Gabriela
- El tigre de Santa Julia (2002) ... Gloria Galicia[109]
- Toy Story 2 (1999) ...  Jessie (voz)
- La segunda noche (1999) ... Rosalía
- ¡Que vivan los muertos! (1998)

### Telenovelas
- S.O.S Me estoy enamorando (2021) ... Sofía Fernández[110]
- La mexicana y el güero (2020-2021) ... Gladys Carmona[111]
- Enemigo Intimo (2020) ... Carmen Govea[112]
- El bienamado (2017) ... Santina Samperio Castro[113]
- Perseguidos (El Capo) (2016) .... Sofía Cásarese
- Que te perdone Dios (2015) ... Renata Flores del Ángel (joven)[114]
- Los secretos de Lucía (2013) ... Lucía Reina[115]
- Mundo de fieras (2006) ... Cecilia (participación especial)[116]
- Alborada (2005-2006) ... Catalina Escobar y Díaz[117]
- Amar otra vez (2003) ... Rocío Huertas Guzmán[118]
- Clase 406 (2002-2003) ... Magdalena Rivera[119]
- Aventuras en el tiempo (2001) ... Azucena
- El derecho de nacer (2001) ... Isabel Cristina Armenteros del Junco
- Locura de amor (2000) ... Natalia Sandoval #2[120]
- Soñadoras (1998-1999) ... Ana Linares[121]
- Preciosa (1998) ... Preciosa San Román Ruiz
- Mi pequeña traviesa (1997-1998) ... Preciosa
- Confidente de secundaria (1996) ... Jackie[122]
- Retrato de familia (1995-1996) ... Cristina Preciado Mariscal
- Agujetas de color de rosa (1994-1995) ... Cecilia Zamora
- Más allá del puente (1993-1994) .... Irán
- Entre la vida y la muerte (1993) ... Anita del Valle
- De frente al sol (1992) ... Lulú[123]
- Ángeles blancos (1990) ... Biela

### Series
- Juegos Interrumpidos (2024-2025) ... Melissa Suárez [88][124][89]
- Las Brabas FC (2022-2024) ... Flor[125][126]
- Amarres (2021)...Laura[127]
- Dr. Cándido Pérez (2021)... Silvina Gómez de Pérez[128]
- Los pecados de Bárbara (2019-2020) ... Georgina "Coqui" Godínez[129]
- Decisiones, Unos ganan otros pierden (2019) ... Adriana
- El Chapo (2018) ... Vanessa Espinoza
- 40 y 20 (2018) ... Julia (participación especial)
- Según Bibi (2018) ... (participación especial)
- Por siempre Joan Sebastian (2016) ... Celina Esparza[130]
- Hasta que te conocí (2016) ... María Romero[131]

- El Torito (2015) ... Dolores
- El Pantera 2.ª Temporada (2008) ... Rosaura "La reina"[132]
- Mujeres asesinas  (2008) ... "Mónica, acorralada" (Mónica Fernández)[133]
- El Pantera (Primera Temporada) (2007) ... Rosaura, "la Reina"
- Qué chavas (1994)
- El club de Gaby (1993)

### Reality Shows
- ¿Quién es la máscara? (2022) ... Geisha[134]
- Bailando por un sueño (2014)... Participante, Tercer lugar[135]
- Mi sueño es bailar (2012) ... Ganadora
- Bailando por la boda de mis sueños (2006)... Semifinalista

### Teatro
- School of Rock (2024)
- Fiebre de Sábado por la noche (2022)[77]
- Destino Uganda (2020)[136]
- Habitación 306 (2020)[137]
- Fiebre de Sábado por la noche (2020)[138]
- Estelas del narco (2018)
- El lápiz de Sebastián (2018)
- Somos eternos (2016)
- 24hourplaysmex  (2015)[139]
- Blanca Nieves, el musical (2015)
- Cita a ciegas (2015)
- Chamaco (2015)
- Amor de mis amores (2015)[140]
- Vaselina (2014)
- El mago de Oz (2010)[141]
- Los 39 escalones (2009)[142]
- 12 mujeres en pugna (2009)[143]
- Vaselina (2001)
- Gypsy (1999)[144]
- Ce-los Dije (1999)
- Vaselina (1996)

## Discografía

### Álbumes de estudio
- 2014: Amanecer[145]
- 1999: Tatuada en tus besos[146]
- 1997: Tiempos nuevos

### Sencillos

#### Pop
- 2025: Voy a casarme conmigo  [147]
- 2021: Me muero[148]
- 2021: Después de tanto tiempo[148]
- 2020: Que hable el amor[149]
- 2020: Dreams
- 2019: Mujer que bota fuego
- 2018: De repente
- 2015: Libertad
- 2014: Sabes que
- 2000: Y pienso en ti
- 2000: Di que no
- 1999: No vendrá
- 1999: Por ti, por mi
- 1999: Sola
- 1998: Girando en el tiempo
- 1998: Feliz navidad
- 1997: La flor del paraíso
- 1997: Locos de amor
- 1997: Yo por él

#### Música medicina
- 2023: El Perdón [150]
- 2022: Código Sagrado[151]
- 2020: Sanación Divina
- 2020: Eterno Sol[152]
- 2017: Mantra de la Fuerza
- 2017: Código Sagrado
- 2017: Madre, Te amo

### Soundtracks
- 2010: Tinkerbell: Hadas al rescate[153]
- 2000: Primer amor... A 1000 x hora
- 1999: La segunda noche
- 1998: Preciosa
- 1996: Confidente de secundaria
- 1994: Agujetas de color de rosa

### Otros álbumes
- 2018: 90's pop tour
- 1997: Estrellas de Navidad
- 1991: Mosquitas Muertas

## Videografía

### Propios
- 1997: Yo por él
- 1997: La flor del paraíso
- 1999: Por ti, por mi[146]
- 2014: Sabes Que[154]
- 2015: Libertad[155]
- 2018: De repente[156]
- 2019: Mujer que bota fuego[157]
- 2020: Dreams[158]
- 2020: Eterno Sol[159]

### Colaboraciones
- 1999: La segunda noche Eduardo Antonio
- 2000: HIMNO Teletón junto a OV7
- 2001: Hiéreme La Verbena Popular[160]
- 2007: Historias de Danzón y de arrabal Aleks Syntek[161]
- 2007: Ya no sé ni dónde estoy Volován
- 2010: Tu voz Erick Rubín[162]
- 2010: Enfermo de amarte así Andrés Fierro[163]
- 2015: Ya estás olvidada La iniciativa[164]

## Premios y reconocimientos

### Premios Ariel
| Año  | Categoría                | Cine     | Resultado |
| ---- | ------------------------ | -------- | --------- |
| 2012 | Mejor actriz protagónica | Victorio | Nominada  |

### Premios MTV Movie Awards (México)
| Año  | Categoría                | Cine                    | Resultado |
| ---- | ------------------------ | ----------------------- | --------- |
| 2003 | Mejor actriz protagónica | El tigre de Santa Julia | Nominada  |

### Premios TVyNovelas
| Año  | Categoría               | Telenovela                | Resultado |
| ---- | ----------------------- | ------------------------- | --------- |
| 1999 | Mejor actriz juvenil    | Preciosa                  | Nominada  |
| 1995 | Mejor actriz revelación | Agujetas de color de rosa | Nominada  |

### Premios El Heraldo de México
| Año  | Categoría                | Cine                      | Resultado |
| ---- | ------------------------ | ------------------------- | --------- |
| 2003 | Mejor actriz del año     | El tigre de Santa Julia   | Ganadora  |
| 1994 | Mejor Revelación del año | Agujetas de color de rosa | Nominada  |